# Celedonio de la Cuesta
Celedonio de la Cuesta (1812 - 1897). Fue ministro del Gobernador José Félix Aldao, y luego de la renuncia de este al cargo por razones de salud el 19 de enero de 1845, asumió como Gobernador de la Provincia de Mendoza de forma provisoria hasta el 10 de febrero del mismo año.
Años más tarde se estableció en la provincia de Salta, donde ejerció como juez.
| Precedido por: José Félix Aldao | Gobernador de la Provincia de Mendoza (provisorio) 1845-1845 | Sucedido por: Pedro Pascual Segura |

- Datos: Q5760104